# Alguien te está mirando
Alguien te está mirando és una pel·lícula argentina de terror que va ser estrenada el 3 de novembre de 1988, escrita i dirigida per Gustavo Cova i Horacio Maldonado. La seva banda sonora compta amb cançons del grup de rock argentí Soda Stereo.

## Sinopsi
Un grup d'estudiants se sotmet a un experiment realitzat per científics estatunidencs. El mateix consisteix a provar els efectes d'una nova droga, la qual permet que un somni generat per una persona, sigui compartit per diversos individus.

## Repartiment
Van participar del film els següents intèrprets:
| Actor             | Personatge                   |
| ----------------- | ---------------------------- |
| Marisa Ferrari    | Daniela                      |
| Horacio Erman     | Pablo                        |
| Anamá Pittaluga   | Pity                         |
| Daniela Pal       | Viviana                      |
| Fernando Bonfante | Sergio                       |
| James Murray      | Dr. Brian                    |
| Hugo Halbrich     | Dr. Steven                   |
| Lucy Green        | Dra. Cristie                 |
| Andrea Fusero     | Noia punk                    |
| Stuka             | Punk 1                       |
| Michel Peyronel   | Punk 2                       |
| Osvaldo Santoro   | Emplear de estació de servei |
| Jorge Abel Martín | Pare de Daniela              |

## Comentaris
Diego Curubeto en Ámbito Financiero va escriure:
| « | «El terror ja gosa dir el seu nom...versemblant i respectable.» | » |

El Cronista Comercial va dir:
| « | «Suspens, violència i acció en curiós tema..» | » |

Manrupe i Portela escriuen:
| « | «Classe "B# deliberada i tesi de graduació de esgresados de l'Escola de Cinematografia de Avellaneda, bastant ben realitzada. Manté l'interès fins a un final de caixes xineses.» | » |